# I'm a Greedy Man
"I'm a Greedy Man" é uma canção gravada por James Brown em 1971. Foi lançada como single de duas partes pela Polydor Records, e alcançou o número 7 da parada R&B e número 35 da parada Pop. A canção também aparece no álbum There It Is.